# Evergreen (GENERATIONS單曲)
《Evergreen》是日本音樂團體GENERATIONS的第8张单曲，於2015年5月13日由rhythm zone发售。

## 概要
- A面曲 《Evergreen》是BOURBON《Fettuccine 可樂味軟糖》的電視廣告歌曲。
- 與前作相同，此單曲收錄了上一張單曲的英語版本。
- 此單曲有2個版本，分別有「CD+DVD」和「CD ONLY」。「CD+DVD」收錄了《Evergreen》的Music Video。
- 在5月25日於公信榜单曲週排行榜取得第2位。

## 收錄内容

### CD
1. Evergreen
（作詞：Amon Hayashi for Digz, Inc. Group、作曲：KENTZ・FAST LANE・CHRIS HOPE・J FAITH）
2. Tell Me Why
（作詞：P.O.S.、作曲：SKY BEATZ・TOBIAS STENKJAER）
3. Evergreen (Instrumental)
4. Tell Me Why (Instrumental)
5. Sing it Loud（English version）
（作詞：Amon Hayashi、作曲：ZETTON、SHIKATA、Chris Hope、J FAITH）

### DVD
1. Evergreen（Music Video）

## 外部連結
- YouTube上的Evergreen